# 平田修
平田 修（ひらた おさむ、1960年5月29日 - ）は、日本中央競馬会 (JRA) 栗東トレーニングセンター所属の調教師。

## 略歴
- 1983年 - 競馬学校厩務員課程修了。厩務員となる。
- 1984年 - 内藤繁春厩舎にて調教助手となり、ダイユウサクなどを担当する。
  - 以後森秀行、橋口弘次郎、石坂正の各厩舎の調教助手を経験する。
- 2005年 - 3月1日付けで調教師免許を取得[1]。
- 2006年 - 3月1日付け厩舎開業[2]。4月23日にゼッツーでJRA初勝利[3]。
- 2007年 - 4月22日、ベッラレイアでフローラステークスを勝利し、JRA重賞初制覇[4]。
- 2012年 - NHKマイルカップをカレンブラックヒルで優勝し、GI初制覇[5]。
- 2013年 - 12月8日、中山7Rでサトノスーペリアが1着となり、JRA通算200勝を達成[6]。
- 2018年 - 7月14日、函館10Rでクインズヌーサが1着となり、現役63人目となるJRA通算300勝を達成した。初出走から3048戦目[7]。
- 2024年 - 4月21日、京都7Rでエマヌエーレが勝利し、通算4504戦目で現役39人目となるJRA通算400勝を達成した[8]。

## 調教師成績
|            | 日付          | 競馬場・開催  | 競走名          | 馬名               | 頭数 | 人気 | 着順 |
| ---------- | ------------- | ------------- | --------------- | ------------------ | ---- | ---- | ---- |
| 初出走     | 2006年3月5日  | 1回中京2日12R | 瀬戸特別        | サンエムテイオー   | 16頭 | 11   | 3着  |
| 初勝利     | 2006年4月23日 | 1回福島8日10R | 文知摺特別      | ゼッツー           | 14頭 | 1    | 1着  |
| 重賞初出走 | 2006年3月25日 | 3回中山1日11R | 日経賞          | ストラタジェム     | 13頭 | 6    | 2着  |
| 重賞初勝利 | 2007年4月22日 | 2回東京2日11R | フローラS       | ベッラレイア       | 17頭 | 1    | 1着  |
| GI初出走   | 2006年4月30日 | 3回京都4日11R | 天皇賞（春）    | ストラタジェム     | 17頭 | 8    | 3着  |
| GI初勝利   | 2012年5月6日  | 2回東京6日11R | NHKマイルカップ | カレンブラックヒル | 18頭 | 1    | 1着  |

## 主な管理馬
太字はGI級競走。
- ベッラレイア（2007年 フローラステークス）
- アンブロワーズ（2007年 ファイナルステークス）
- ブライティアパルス（2010年 マーメイドステークス）
- ケイアイガーベラ（2010年 プロキオンステークス）
- グランデッツァ（2011年 札幌2歳ステークス、2012年スプリングステークス、2015年七夕賞）
- カレンブラックヒル（2012年ニュージーランドトロフィー、NHKマイルカップ、毎日王冠、2014年ダービー卿チャレンジトロフィー、2015年小倉大賞典[9]）
- カレンミロティック（2013年 金鯱賞）
- ゴールドドリーム （2016年 ユニコーンステークス、2017年 フェブラリーステークス、チャンピオンズカップ[10]、2018年 かしわ記念、帝王賞、2019年 かしわ記念）
- ケイアイノーテック （2018年NHKマイルカップ）

## 主な厩舎所属者
- 藤懸貴志（2011年 - 2020年、所属騎手）
- 小林真也（2005年 - 2021年、調教助手として在籍。後に調教師として独立した[11]。）